# The Resurrection of the Christ
The Resurrection of the Christ é um futuro filme bíblico estadunidense de 2027, do gênero drama épico. Será dividido em duas partes, lançadas no mesmo ano. O filme será dirigido e coescrito por Mel Gibson. Estrelando James Caviezel como Jesus Cristo, o filme será uma continuação de A Paixão de Cristo, e se concentrará nos eventos que ocorreram três dias entre a morte e ressurreição de Jesus. Juntamente com Caviezel, Maia Morgenstern e Francesco De Vito vão reprisar seus papéis como Maria e o apóstolo Pedro, respectivamente.
As filmagens estão planejadas para começar no final do verão de 2025. O filme será distribuído pela Lionsgate.

## Sinopse
Sendo uma sequência de A Paixão de Cristo, o filme se concentrará nos eventos que ocorreram três dias entre a crucificação e ressurreição, quando Jesus desceu ao seio de Abraão, onde pregou e ressuscitou os santos do Antigo Testamento. Gibson afirmou em entrevistas separadas que a Queda dos Anjos e o Descida de Cristo aos infernos também seriam partes fundamentais do filme.
De acordo com Edward Pentin, do National Catholic Register, o filme "cobrirá passo a passo os eventos que antecederam a Ressurreição de Jesus experienciada pelos Apóstolos, mas também seguirá as intrigas que aconteceram no palácio de Herodes e terminará com os eventos que aconteceram em Jerusalém no Domingo da Ressurreição".
Além disso, The Resurrection of the Christ será um filme não linear e introspectivo, onde "outros reinos" e "dimensões" serão explorados.

## Elenco
- James Caviezel como Jesus Cristo
- Maia Morgenstern como Maria
- Francesco De Vito como Pedro

## Produção

### Desenvolvimento e produção
Em junho de 2016, foi anunciado que Mel Gibson tinha começado a trabalhar em uma sequência de A Paixão de Cristo, com foco na ressurreição de Jesus. Randall Wallace, que escreveu o roteiro de Braveheart e foi o diretor de We Were Soldiers, também foi escolhido como roteirista. Gibson manifestou interesse em dirigir o filme, e também disse que este seria lançado daqui a alguns anos, já que é um grande projeto. Em novembro de 2016, Gibson confirmou que o título da continuação seria The Resurrection of the Christ e sugeriu que parte do filme ocorreria no inferno, afirmando que o filme iria explorar o que aconteceu no período de três dias entre a morte de Jesus e Sua ressurreição, e, enquanto conversava com Raymond Arroyo, disse que o filme também pode mostrar flashbacks retratando a queda dos Anjos. Ele também revelou que a produção do filme provavelmente duraria cerca de três anos, por causa do enorme empreendimento do mesmo.
Em janeiro de 2018, foi anunciado que James Caviezel iria reprisar seu papel como Jesus na continuação do filme A Paixão de Cristo, prometendo que será "o maior filme da história". Em entrevista, o ator disse que "há coisas que não posso dizer que chocarão o público. É ótimo. Fiquem atentos". Maia Morgenstern e Francesco De Vito também foram confirmados no filme e reprisarão Maria e Pedro, respectivamente. Em setembro de 2020, Caviezel disse que Gibson havia enviado para ele o terceiro rascunho do roteiro.
Em janeiro de 2023, um relatório afirmava que a produção e as filmagens do filme começariam em meados de 2023, por volta da primavera, com Jim Caviezel escolhido para retornar no papel de Jesus. Foi relatado que Hristo Jivkov iria reprisar seu papel como João, o Apóstolo, antes de falecer em março de 2023, devido a um câncer.
Em julho de 2023, Gibson confirmou o filme, afirmando que tinha duas versões do roteiro em que está trabalhando; um que é mais fundamentado, enquanto o outro explora vários reinos e inclui anjos caídos no inferno. Alguns dias depois, Caviezel afirmou que, embora a produção do filme tivesse sido adiada, o trabalho no roteiro estava em andamento. Confirmando que Gibson continua trabalhando no projeto, o ator afirmou que as filmagens poderiam começar no outono de 2023. O ator também anunciou que a história estava sendo desenvolvida em mais dois ou três filmes.
Em novembro de 2023, foi revelado que o título provisório do filme seria The Passion of the Christ: Resurrection – Part I. Em dezembro de 2023, foi anunciado que o filme seria filmado entre Roma e México a partir da primavera de 2024, com a ideia de lançá-lo até o final de 2025. Apesar disso, em janeiro de 2025, Gibson afirmou que as filmagens poderiam ocorrer "em algum momento" de 2026. Porém, em maio de 2025, em um anúncio em conjunto com Adam Fogelson, presidente do Grupo Lionsgate, Gibson anunciou que as filmagens terão início no final do verão de 2025.
Em janeiro de 2025, em uma entrevista ao podcast de Joe Rogan, Gibson descreveu o roteiro do filme como uma "viagem ácida", afirmando que nunca havia lido algo semelhante. Ele mencionou que, para contar a história de forma adequada, é necessário começar com a queda dos anjos, explorando outros reinos, incluindo o inferno e o Sheol. O diretor também destacou a ambição do projeto, que abrangerá desde a queda dos anjos até a morte do último apóstolo. Gibson planeja utilizar técnicas de rejuvenescimento digital (CGI) em Jim Caviezel, que retornará ao papel de Jesus, devido ao intervalo de mais de 20 anos desde o primeiro filme. Ele enfatizou a importância de abordar a narrativa de maneira que não seja "brega ou muito óbvia", buscando evocar emoções no público através da representação e da cinematografia. Gibson reconheceu os desafios do projeto, mencionando que exigirá muito planejamento e que não tem certeza absoluta de sua capacidade de realizá-lo, mas está disposto a tentar devido à natureza ambiciosa da obra, e ainda revelou que o título do filme seria The Resurrection of the Christ.
O título The Resurrection of the Christ ou Resurrection of the Christ foi confirmado em maio de 2025, com a Lionsgate coproduzindo e distribuindo o filme.

## Lançamento
Inicialmente, havia um esforço para que fosse lançado em 2024, próximo à Páscoa, em comemoração dos 20 anos do primeiro filme. Porém, isto não foi possível devido ao adiamento da produção. O filme, distribuído pela Lionsgate e dividido em duas partes, será lançado nos dias 26 de março e 6 de maio de 2027, datas que coincidem, respectivamente, com a Sexta-feira Santa e a solenidade da Ascensão do Senhor.